# Kurzemes prospekts

La perspective de Kurzeme (en letton : Kurzemes prospekts) est une rue à Rīga en Lettonie.

## Présentation
La perspective Kurzemes est sur la rive gauche du Daugava.
Elle traverse les quartiers d'Imanta et Kleistu du district de Kurzeme.
La rue forme le cercle extérieur du complexe résidentiel d’Imanta, tandis que le boulevard d'Anniņmuiža forme le cercle intérieur.
Le début et la fin de l’avenue joignent Jūrmalas gatve.
Sa longueur totale est de 4 896 mètres et elle se compose de 4 voies de circulation..

## Histoire
La perspective Kurzemes a été conçue lors du développement du quartier résidentiel d'Imanta en 1968 comme trois rues distinctes : la rue Popova (jusqu'à la rue Slokas iela), longueur 1 010 m, l'avenue Komarova (de la rue Slokas iela jusqu'à l'extrême point nord l'actuelle perspective Kurzemes), longueur 1 600 m et rue Jan Rudzutaka (l'arc ouest de l'avenue actuelle, jusqu'à l'extrême nord). En 1991, ces trois rues ont été réunies en une seule perspective Kurzemes,.
À côté de la perspective Kurzemes se trouve la colline Sudrabkalniņš, lieu des actes héroïques des soldats du 6ème régiment d'infanterie de Riga, qui ont repoussé l'invasion de l'armée de Pavel Bermondt-Avalov en novembre 1919, un monument a été érigé en 1937.

## Transport
- Tramway : 1 5

## Galerie

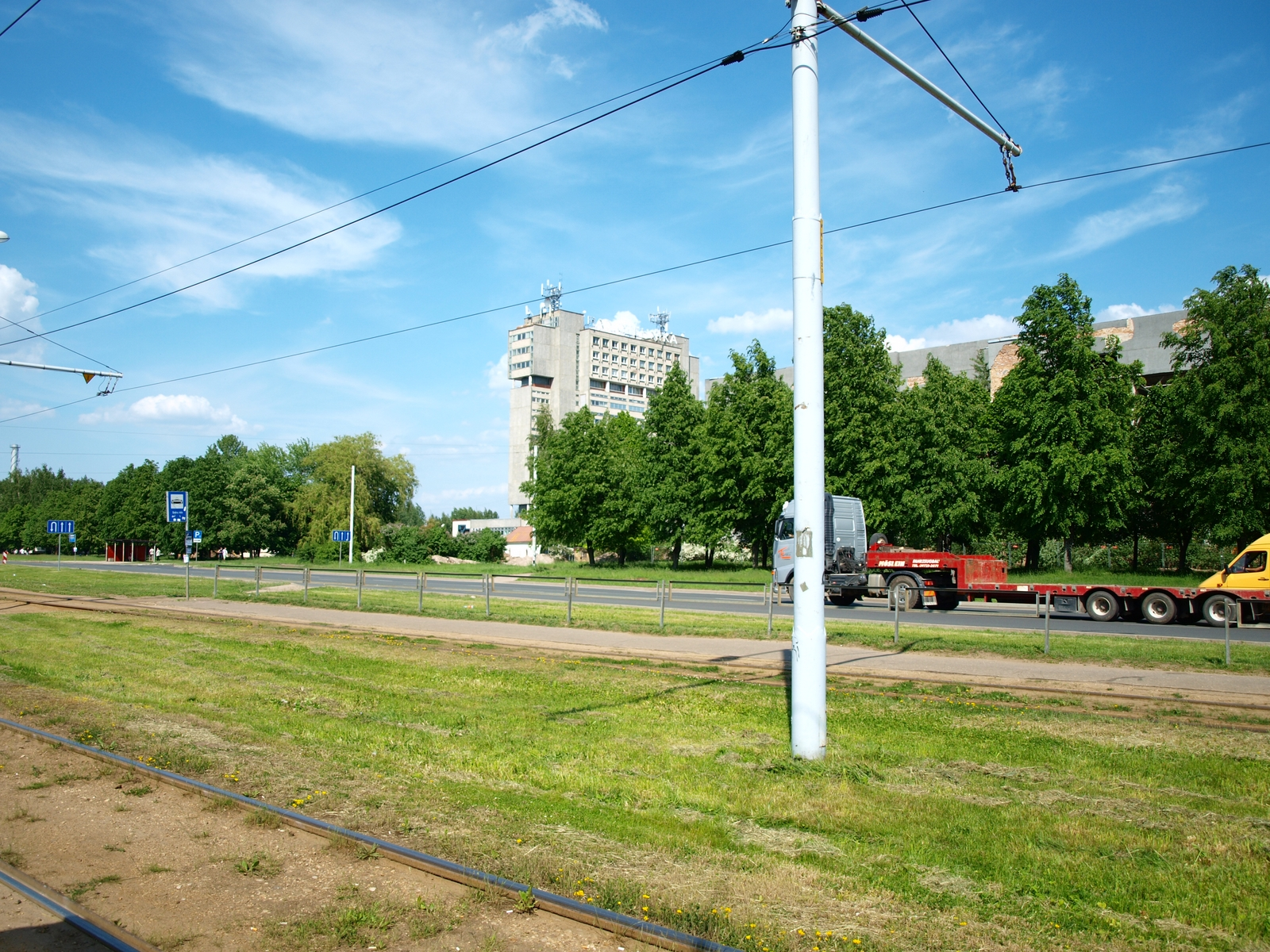
Vue des anciens bâtiments de l'usine radio
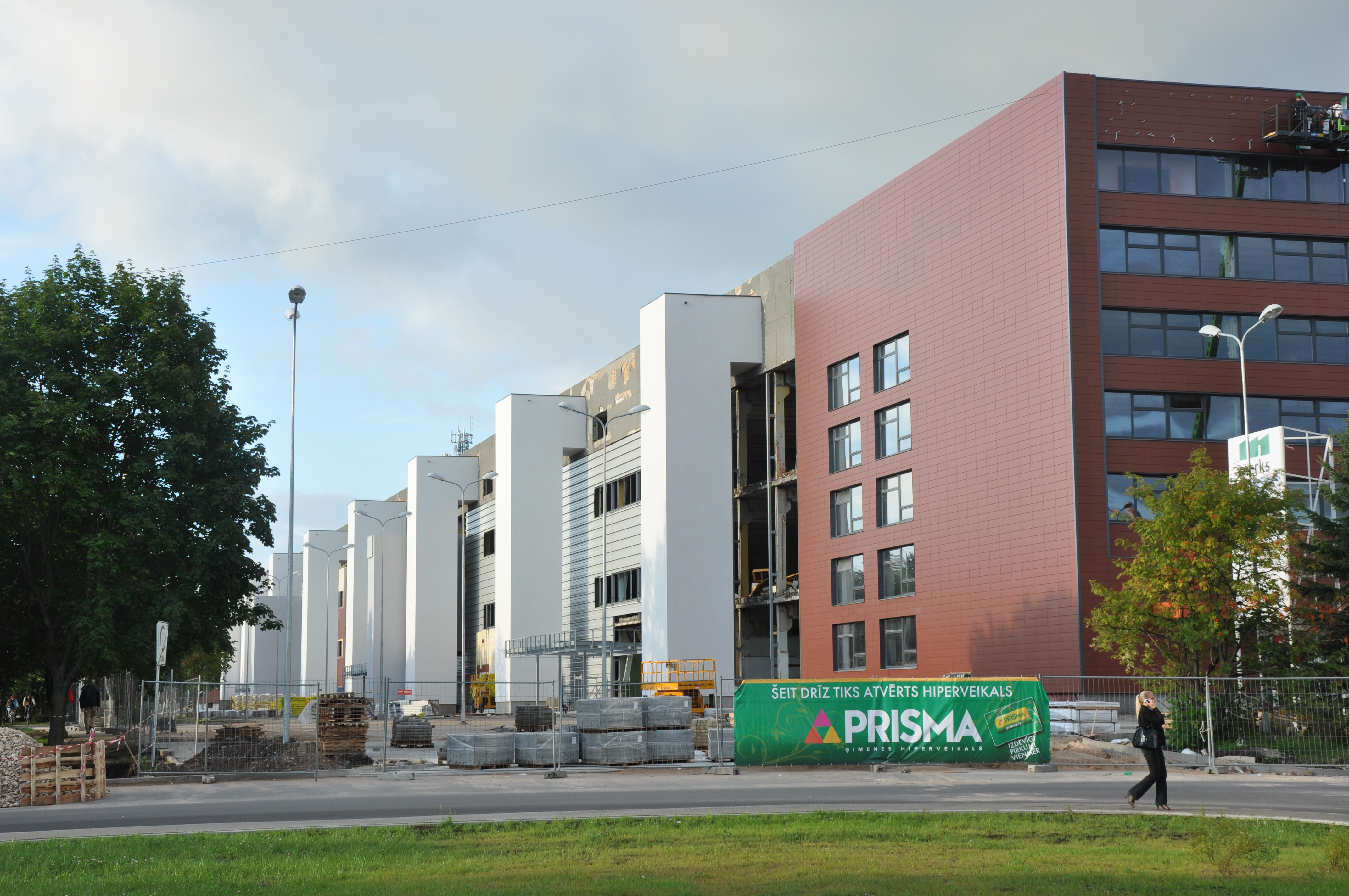
Atelier d'usine transformé en hypermarché
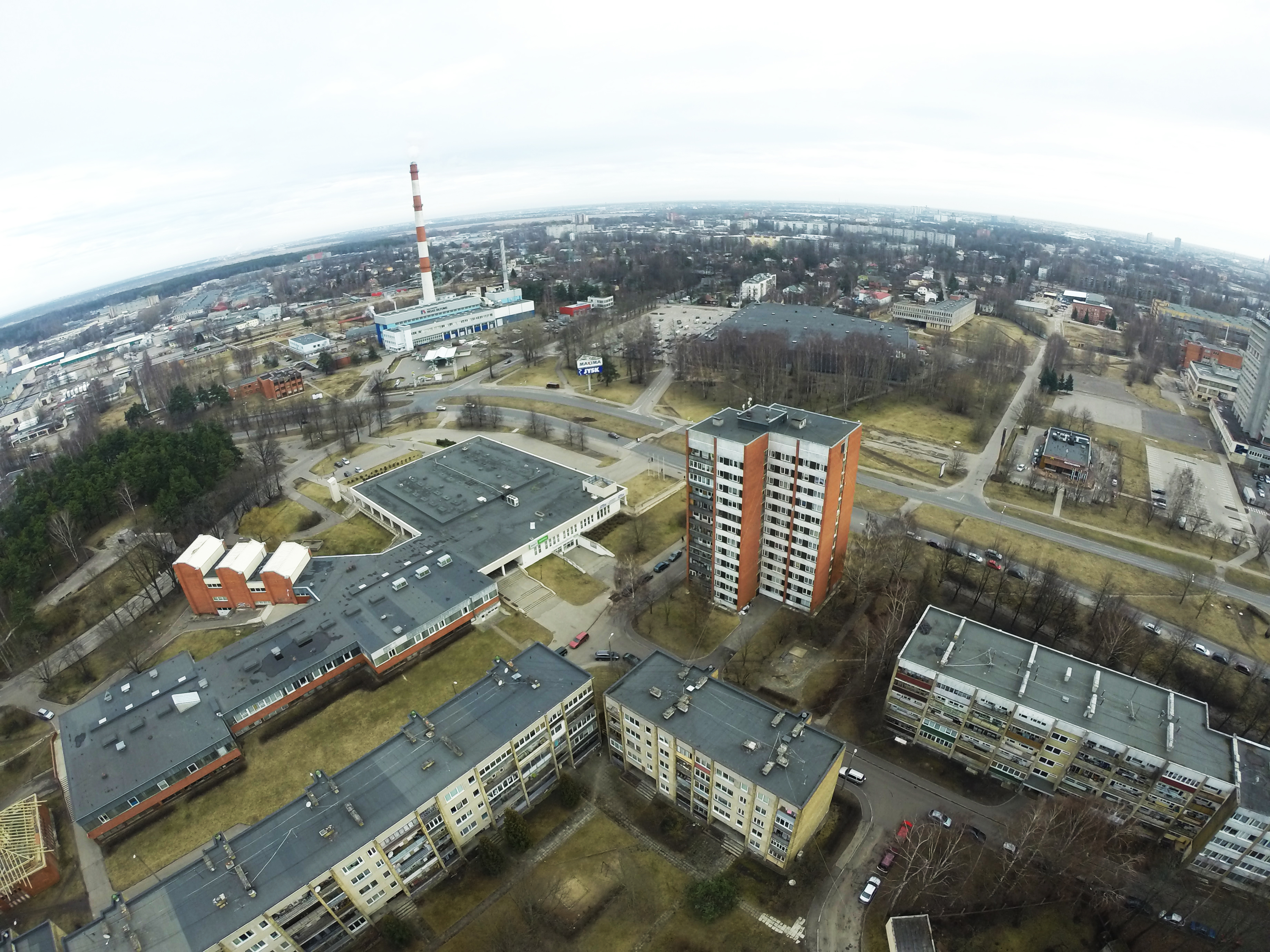
Près de la centrale thermique.
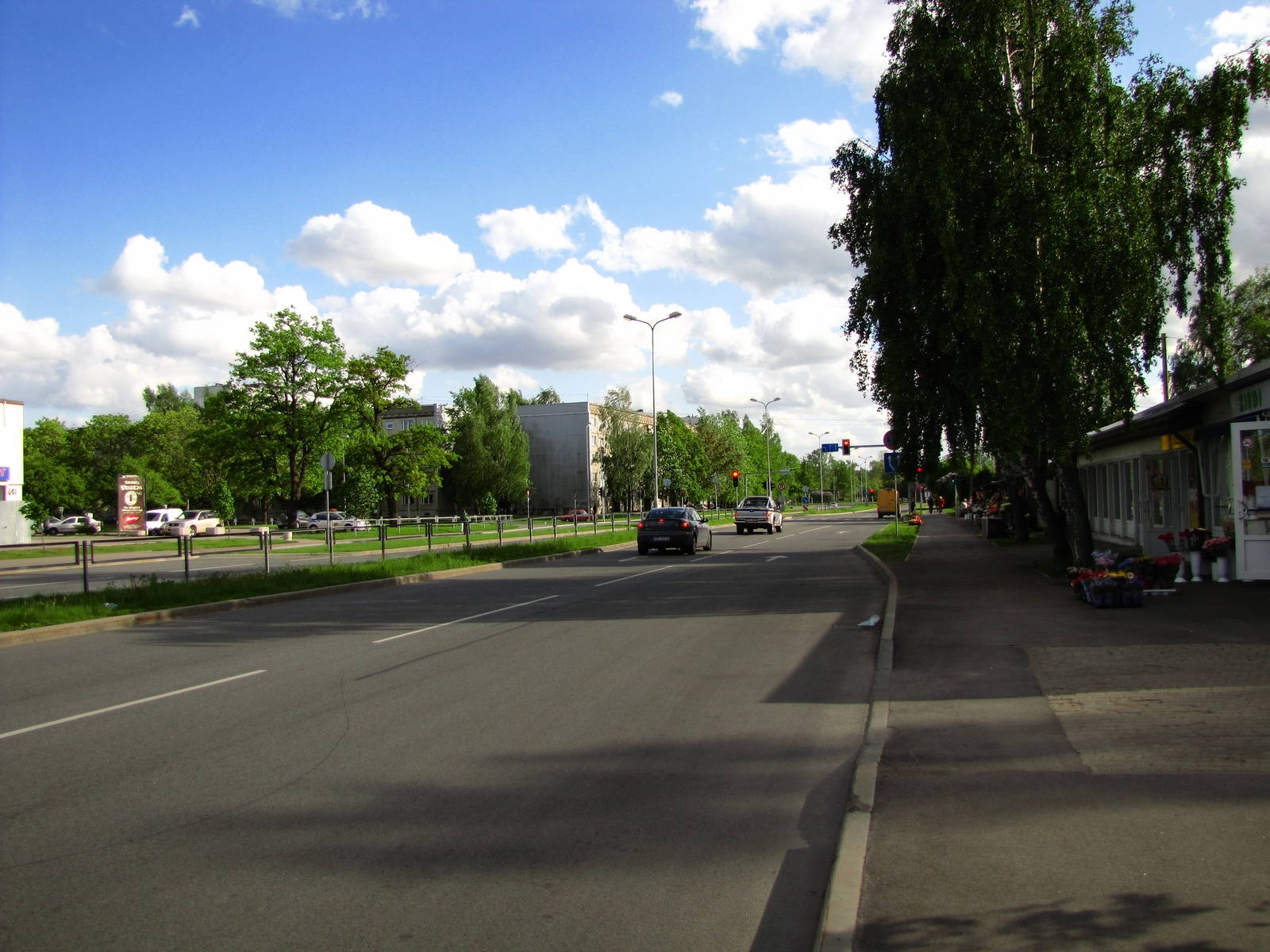